# Detta y Odetta
Detta y Odetta es un personaje ficticio de Stephen King en La Torre Oscura, que aparecen por primera vez en el segundo libro de la serie "La Invocación", hija de Dan y Alice Holmes, una familia rica de Negros. La razón de la iniciación con el plural seguida por el singular, es que estos personajes son sólo uno, Susannah Dean, quien anteriormente en su vida en Nueva York le cayó un ladrillo en la cabeza (arrojado por "El Que Empuja" o "Jack Mort", asesino en serie) lo que ocasiona su doble personalidad, Odetta Holmes, su personalidad normal, una persona caritativa y amigable, y al mismo tiempo, Detta Walker, racista (hacia los blancos), cleptómana, y que intenta matar a Roland Deschain y a Eddie Dean, después de ser invocada desde Nueva York a Mundo Medio.
- Datos: Q5804682